# Anacostia (reka)
Anacostia (izvirno angleško Anacostia River) je 13,5 km dolga reka, ki teče po ozemlju ameriške zvezne dežele Maryland in po ozemlju Distrikta Kolumbije. Porečje zajema 456 km². Izliva se v Potomac.